# Josep Puigdengolas i Barella
Josep Puigdengolas i Barella (Barcelona, 1906 - 1987), va ser un pintor paisatgista català del segle xx.
El Marquès de Lozoya va dir de Puigdengolas que figurava entre els més insignes representants de l'escola paisatgística espanyola. Representat al Museu Nacional Centre d'Art Reina Sofia i al Museu d'Art Modern de Barcelona, entre d'altres.
Va estudiar en l'Acadèmia de Belles arts de Florència. Va tenir el seu Estudi a Barcelona però va residir temporades a Mallorca i la Cerdanya. El 1951 va ser nomenat Catedràtic de l'Escola Superior de Belles arts de Sant Jordi de Barcelona.
En 1972 el seu fill Josep es va casar amb la pintora Glòria Muñoz.
Es poden trobar obres seves dintre de la col·lecció del Museu Abelló, a Mollet del Vallès.